# Josyf Slipyj
Josyf Iwanowycz Slipyj, ukr. Йосиф Іванович Сліпий (ur. 17 lutego 1892 w Zazdrości, zm. 7 września 1984 w Rzymie) – biskup greckokatolicki, arcybiskup metropolita Lwowa, kardynał prezbiter od 1965.

## Życiorys
Urodził się w wielodzietnej rodzinie chłopskiej, jego ojcem był Iwan Kobernycki-Slipyj, matką Anastazja z Dyczkowskich. Po ukończeniu w 1911 gimnazjum w Tarnopolu, a następnie studiach w greckokatolickim seminarium duchownym we Lwowie został wysłany przez metropolitę Andrzeja Szeptyckiego na studia teologiczne do Innsbrucku, które ukończył w 1918. Święcenia kapłańskie przyjął 30 września 1917 z rąk Andrzeja Szeptyckiego. Po ukończeniu studiów w Innsbrucku wyjechał do Rzymu, gdzie studiował na papieskich uniwersytetach Angelicum i Gregorianum oraz w Instytucie Wschodnim.

## Duszpasterstwo
Do Lwowa powrócił w 1922, gdzie pracował jako duszpasterz w archidiecezji lwowskiej. W tym czasie założył kwartalnik teologiczny „Bohoslavia”, którego to był redaktorem. Był wykładowcą teologii oraz rektorem (1925–1939) seminarium we Lwowie. W 1928 został mianowany przewodniczącym Lwowskiego Towarzystwa Naukowo-Teologicznego.
25 listopada 1939 został mianowany koadiutorem metropolii lwowskiej z prawem następstwa i z arcybiskupią stolicą tytularną Serne. Sakry biskupiej udzielił mu 22 grudnia 1939 metropolita Lwowa Andrzej Szeptycki. 1 listopada 1944 został następcą Szeptyckiego na stolicy metropolitalnej we Lwowie oraz biskupem Halicza i Kamieńca, jak również administratorem apostolskim metropolii kijowskiej.

### Okupacja nazistowska i sowiecka
28 kwietnia 1943 biskup Josyf Slipyj odprawił nabożeństwo w archikatedrze św. Jura z okazji powołania 14 Dywizji Grenadierów SS. Podczas uroczystości obecne były również niemieckie władze okupacyjne, w tym Otto von Wächter – gubernator dystryktu galicyjskiego Generalnego Gubernatorstwa. 11 kwietnia 1945 Slipyj został aresztowany przez Sowietów i zesłany na Syberię. Spędził w łagrach 18 lat. Dzięki interwencji papieża Jana XXIII oraz prezydenta Johna Kennedy'ego 6 lutego 1963 został zwolniony, a 9 lutego zmuszony do wyjazdu do Rzymu, gdzie rezydował do końca życia.

## Okres wygnania w Rzymie
Biskup Slipyj wziął udział w trzech sesjach soboru watykańskiego II. 23 grudnia 1963 papież Paweł VI nadał mu tytuł arcybiskupa większego i mianował go członkiem Kongregacji ds. Kościołów Wschodnich. 22 lutego 1965 Paweł VI mianował go kardynałem, nadając mu tytuł prezbitera S. Atanasio. W kolejnych latach uczestniczył Slipyj w watykańskich sesjach Światowego Synodu Biskupów (w latach: 1967, 1969, 1971, 1974, 1977, 1980).
W 1969 dokonał konsekracji bazyliki św. Zofii w Rzymie. Przy tej katedrze zostały zorganizowane wydziały teologii, filozofii i studiów humanistycznych.
W 1975 otrzymał godności arcybiskupa większego Kijowa-Halicza (obrządku greckokatolickiego).
W 1980 uczestniczył w pracach Synodu Biskupów Ukraińskich w Rzymie, zwołanego przez Jana Pawła II.
W 1972 (po ukończeniu 80 lat) utracił prawo udziału w konklawe i nie uczestniczył w dwukrotnych wyborach papieża w 1978.
W 1977 udziela święceń biskupich w Castel Gandolfo o. Lubomyrowi Huzarowi, Iwanowi Chomie i Stepanowi Czmilowi w tajemnicy i bez zgody papieża.
Zmarł 7 września 1984 w Rzymie. 13 września został pochowany, zgodnie z jego wolą, w krypcie bazyliki św. Zofii w Rzymie. Uroczystościom pogrzebowym przewodniczył arcybiskup Myrosław Lubacziwski, jego następca. 27 sierpnia 1992 zwłoki metropolity przewieziono do Lwowa i w ósmą rocznicę śmierci 8 września 1992 złożono w krypcie archikatedralnego soboru św. Jura we Lwowie.

## Odznaczenia
- Honorowy członek Towarzystwa Naukowego im. Szewczenki (1964)
- Członek rzymskiej Accademia Tiberina (1965)
- Doktorat honoris causa Wolnego Uniwersytetu Ukraińskiego (1969)

### Upamiętnienie
- Na setną rocznicę urodzin kardynała wystawiono mu pomnik w Zazdrości. Dwa lata później odsłonięto tam jego popiersie. W 1998 r. otwarto w Zazdrości poświęcone mu muzeum.
- W 2004 r. odsłonięto pomnik Josyfa Slipego przed katedrą w Tarnopolu. Pomnik został poświęcony przez kardynała Lubomyra Huzara
- Tablice pamiątkowe odsłonięto przy Poczcie Głównej we Lwowie oraz w Charkowie.
- W lwowskiej akademii teologicznej mieści się wystawa ku czci Josyfa Slipego.
- Na Ukrainie w kilku miastach są ulice jego nazwiska, m.in. we Lwowie, Tarnopolu, w Iwano-Frankiwsku i Kołomyi
- W Tarnopolu jest seminarium oraz szkoła zawodowa im. Josyfa Slipego.
- W Bytowie w województwie pomorskim jedna z ulic (przy której mieści się lokalna cerkiew) nosi nazwisko kardynała[3].

Rok 2017 – na 125. rocznicę urodzin arcybiskupa Kościoła katolickiego obrządku bizantyjsko-ukraińskiego – był uroczyście ogłoszonym jako Rok Josyfa Slipego.